# Anosia mezentius
Anosia mezentius är en fjärilsart som beskrevs av Hans Fruhstorfer 1910. Anosia mezentius ingår i släktet Anosia och familjen praktfjärilar. Inga underarter finns listade i Catalogue of Life.